# SportsCenter
A SportsCenter (gyakori rövidítése: SC) az ESPN napi hírműsora, amely a csatorna zászlóshajójának számít. A SportsCenter a világ sportcsapatainak és atlétáinak legfrissebb eseményeiről tudósít, napközben pedig a különböző sportok fénypontjait közvetíti. Eredetileg naponta egyszer adták, manapság már tizenkét alkalommal közvetítik (az esti ismétlések kivételt képeznek). Az epizódok során összefoglalják a különböző sporteseményeket, illetve elemzik is azokat.
A műsor a csatorna indulásával egy napon, 1979. szeptember 7.-én indult. Több, mint 60.000 epizódja van, több, mint bármely másik amerikai tévéműsornak. Az adások az ESPN bristoli és Los Angeles-i stúdióiban készülnek.
A műsort az ESPN vezetői, Chet Simmons és Scotty Connal készítették. Eredeti műsorvezetői Chris Berman, George Grande, Greg Gumbel, Lee Leonard, Bob Ley, Sal Marchiano és Tom Mees voltak.
A SportsCentert 1979 óta közvetíti az ESPN, de 2009 óta az ESPN2, 2010 óta az ESPNews, 2020 óta pedig az ESPN on ABC is vetíti.